# Jeremiah Johnson (football américain)
(en) Statistiques sur pro-football-reference
Jeremiah Alex Johnson (né le 15 février 1987 à Los Angeles) est un joueur américain de football américain et de football canadien.

## Enfance
Johnson étudie à la Dorsey High School de Los Angeles. Il est un des trois meilleurs running back de la région lors de sa dernière année et joue avec Stafon Johnson.

## Carrière

### Université
Il entre à l'université de l'Oregon et parcourt 2336 yards sous le maillot des Ducks. Il joue avec Jonathan Stewart à ses côtés. Après le départ de Stewart, il prend le poste de running back. Il remporte le Holiday Bowl 2008 avec les Ducks contre les Cowboys d'Oklahoma State dans un match où Johnson parcourt 119 yards et marque un touchdown.

### Professionnel
Jeremiah Johnson n'est sélectionné par aucune équipe lors du draft de la NFL de 2009. Il signe comme agent libre non repêché avec les Texans de Houston avant d'être placé en injured reserve (blessé jusqu'à la fin de la saison) après une blessure à l'épaule.
Le 26 octobre 2010, il signe avec l'équipe d'entraînement des Redskins de Washington avant d'être libéré le lendemain. Le 17 novembre, il signe avec l'équipe d'entraînement des Panthers de la Caroline et est libéré le 2 décembre.
Le 8 décembre 2010, il signe avec l'équipe d'entraînement des Broncos de Denver et est libéré le 3 septembre 2011. Il revient le lendemain en équipe d'entraînement et est promu en équipe active le 16 septembre. Il dispute son premier match en NFL avant d'être libéré le 20 septembre et de revenir en équipe d'entraînement deux jours plus tard. Du fait de l'arrivée de Knowshon Moreno, Johnson quitte l'équipe active de Denver avant d'être nommé troisième running back de l'équipe.
En janvier 2014 Johnson signe avec les Argonauts de Toronto de la Ligue canadienne de football et joue cinq matchs avant d'être libéré. En septembre il est acquis par le Rouge et Noir d'Ottawa avec lesquels il joue aussi cinq matchs en 2014 ainsi que toute la saison suivante. En février 2016 il signe avec les Lions de la Colombie-Britannique en tant qu'agent libre. L'année suivante il devient le porteur de ballon numéro un des Lions.

## Palmarès
- Seconde équipe de la conférence Pac 10 2008